# Fritz Dobbert
Fritz Dobbert is een pianofabriek die gevestigd is te São Paulo in Brazilië. De fabriek is gestart in 1950 door de Duitser Fritz Dobbert. De piano's zijn dan ook op Duitse kennis en kwaliteit gestoeld.
De fabriek is inmiddels meer dan 27.000 m² groot. Er worden vier soorten vleugels en acht soorten staande piano's gebouwd. Sinds 1950 zijn er meer dan 86.000 piano's gebouwd. Fritz Dobbert is een van de grootste producenten van piano's in Latijns-Amerika.
In de fabriek van Fritz Dobbert worden ook Kawai-piano's gebouwd.